# Selbstwahrnehmungstheorie
Die Selbstwahrnehmungstheorie (im engl. Original self-perception theory) von Daryl Bem (1972) ist eine psychologische Theorie, die zu erklären versucht, wie Gefühle und Einstellungen zustande kommen. Ihr zufolge entstehen diese durch Analyse des vergangenen eigenen Verhaltens in einem Selbstwahrnehmungsprozess, also in einem auf das Selbst bezogenen Attributionsprozess. Individuen müssen sich bzgl. ihrer Einstellungen und Gefühle unsicher sein, d. h. andere innere Hinweisreize sind schwach, mehrdeutig oder nicht interpretierbar. Eine weitere Voraussetzung ist dabei, dass das auslösende Verhalten freiwillig gewählt, also intrinsisch motiviert war und darf nicht durch Zwang entstanden sein.
Die Selbstwahrnehmungstheorie wurde seither von vielen Studien bestätigt.
Allerdings konnte im Kontext der Dissonanztheorie nachgewiesen werden, dass eine rein rationale Attribution des Verhaltens auf innere Einstellungen nicht als Erklärungsmodell ausreicht, um die Einstellungsänderung, die oft auf dissonantes Verhalten folgt, zu begründen. Vielmehr ist negativ empfundenes Arousal verantwortlich für die beobachtete Dissonanzreduktion.
Anwendung findet die Selbstwahrnehmungstheorie beispielsweise in psychotherapeutischen Settings. Das  Vorgehen ist dabei, dass Personen mit psychischen Problemen zunächst ihr Verhalten ändern sollen, um auf Grundlage des geänderten Verhaltens in einem zweiten Schritt dann auch ihre Einstellung zu verändern. Im Bereich Marketing und Persuasion ist die sog. Foot-in-the-Door-Technik ein Beispiel für die Wirkungsweise der in der Selbstwahrnehmungstheorie postulierten Mechanismen.